# Peter Paul Rainer (Dichter)
Peter Paul Rainer, auch Paul Rainer (* 10. August 1885 in Innichen, Österreich-Ungarn; † 2. März 1938 in Reichenberg, Tschechoslowakei) war ein Tiroler Dichter und Schriftsteller sowie Lehrer und Direktor des Gymnasiums in Reichenberg.

## Leben
Geboren als Sohn des Kaufmannes Peter Paul Rainer war er das Jüngste von neun Kindern. Drei Brüder waren bereits im Kindesalter gestorben, so dass Paul Rainer, wie er sich später nannte, neben fünf Töchtern der einzige Sohn des Ehepaares Rainer war. Das Geburtshaus Peter Paul Rainers besteht noch in Innichen.
Er studierte am humanistischen Gymnasium Stella Matutina in Feldkirch. Trotz des Wunsches des Vaters, er solle Kaufmann werden, und dem der Mutter, die ihn schon als Geistlichen sah, studierte Paul Rainer nach bestandener Matura ab 1904 in Innsbruck Germanistik und ab 1907 in Wien Germanistik und klassische Philologie. Er trat in Innichen auch als Festredner am Geburtstag von Kaiser Franz Joseph am 18. August auf, der in dem damals schon bedeutenden Fremdenverkehrsort Innichen jährlich mit Fackelzügen und Serenaden gefeiert wurde. Rainer spielte hier auch Theater und durchwanderte die Sextener Dolomiten.
Nach der Promotion (1911) unterrichtete er zunächst in Wien und Znaim, dann ab 1914 am staatlichen Realgymnasium in Reichenberg. Er heiratete am 8. August 1914 in Kitzbühel die Tochter des Senatspräsidenten Heinrich Freiherr von Reissig, die aus Brünn stammende Emma Hedwig Reissig († 29. Oktober 1920). Mit ihr hatte er drei Töchter: Maria, Ilse und Erika. Rainer erzählte vor allem seiner ältesten Tochter viel von seiner Heimat und sprach mit ihr in Pustertaler Mundart. Er nahm sie auch mit nach Innichen, um ihr all das zu zeigen, wovon er ihr so oft erzählt hatte.

## Werk

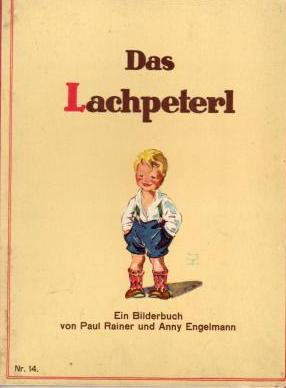
Anny Engelmann, Paul Rainer: Das Lachpeterl (1927)

Rainer verfasste zahlreiche Gedichte, Kurzgeschichten (in Reimmichls Volkskalender, im St. Kassian-Kalender, in Der Schlern, in den Dolomiten, im Volksboten, in den Innsbrucker Nachrichten, im Südtiroler und in der Reichenberger Zeitung), Romane und Kinderbücher, wobei viele seiner Arbeiten Ausdruck seiner Heimatliebe waren. Mit einer einzigen Ausnahme begann die Veröffentlichung seiner selbständigen Werke erst 1920, dem Todesjahr seiner Frau. Er begann mit Erinnerungen an seine Heimat, schrieb aber ab 1927 fast ausschließlich Kinderbücher.
Sowohl die Gemeindebibliothek von Innichen als auch die Straße, in der sein Geburtshaus steht, trägt seinen Namen.
Viele seiner Kinderbücher, z. B. das Lachpeterl oder die Maienliesl, wurden von Anny Engelmann illustriert, die ihre Bilder mit „Suska“ signierte.

## Schriften
- Meinem Probekandidaten (1919)
- Unterm Haunold (1920, Neuauflage 2009 herausgegeben vom Bildungsausschuss Innichen)
- Legenden aus dem Pustertal (1921)
- Die Maienliesl (1923)
tschechische Übersetzung: Májová panenka
- Tiroler Frühling (1924)
- Das Lachpeterl (1927)
tschechische Übersetzung: Smíšek
- Der Dolomitenpeter (1937)
- Das Sparpeterl (1937)
- Abenteuer im Böhmerland
- Meinem Probekandidaten
- Klein Hermann geht durch den Weihnachtswald
- Spielkameraden. Ein Bilderbuch
- Der Glückspilz
- Die Stadt an der Neiße. (Illustriert von Oskar Rosenberger)

## Die Maienliesl
Inhalt: Bei der Geschichte der Maienliesl handelt es sich um die romantisch-bürgerliche Kindheitsgeschichte eines heranwachsenden Mädchens. Die Erzählung beginnt in der (vorgeburtlichen) „Himmelswiese“. Dort teilt Maienliesl dem Lieben Gott mit, dass sie möglichst bald auf die Erde – sprich geboren werden – will, ein Wunsch, der ihr gewährt wird. Mit Hilfe eines Sternenpferdchens und eines Storches, der sie ihrer Mutter übergibt, gelangt sie schließlich zu ihrem zukünftigen Heimathaus, wo sie wohlbehalten aufwächst.
In ihrer Kindheit entdeckt sie eine heile Welt. Sie lernt den Schornsteinfeger kennen und den Bäcker. Der Gartenzwerg ermahnt sie im Frühling zur Geduld, im Sommer jedoch ermuntert er sie, die reifen Früchte zu ernten. Die letzten beiden Kapitel handeln davon, wie der Frühling den Winter vertreibt und die Liesl erwachsen wird und sich verliebt.
Der Charakter der Maienliesl ist wenig individuell gestaltet. Man kann zwar sagen, sie ist ein wohlerzogenes und neugieriges Mädchen, was aber wohl für alle Mädchen der damaligen Zeit zutreffen sollte, so dass man vermuten kann, dass sie als Identifikationsfigur für alle jungen Leserinnen gestaltet war.
Stil und Aufmachung: Das Buch ist als Kinderbuch gestaltet, was sowohl Erzählstil als auch Illustrationen betrifft. Obwohl seine Abfassungszeit zu Beginn des 20. Jahrhunderts zu datieren ist (vgl. Lebzeiten sowie andere Werke des Autors), dürfte das Werk dem literarischen Biedermeier zuzurechnen sein. Auf den linken Seiten befindet sich der schwarz gedruckte Text, zwischen den einzelnen Absätzen sind Schwarzweiß-Zeichnungen zu sehen. Auf den rechten Seiten befinden sich bunte Illustrationen von „Suska“ (Anny Engelmann). Auf dieselbe Art und Weise sind auch andere Bücher des Autors illustriert, z. B. das „Lachpeterl“.
Das Buch war in der BRD in den Jahren nach dem Zweiten Weltkrieg erhältlich. Eine Version in tschechischer Sprache erschien u. a. 1926 in tschechischer Sprache (Rainer Pavel: Májová panenka). In der in Liberec erschienenen Auflage von 1945 wird als Autor Dr. František Páta genannt, vermutlich handelt es sich hierbei um den Übersetzer des Buches.
Die deutsche Version ist neben anderen Werken in der Gemeindebibliothek Innichen ausgestellt.